# KrAZ Hurricane
A KrAZ Hurricane (ukránul: КрАЗ Ураган) ukrán gyártmányú, aknavédett, 8×8-as hajtásképletű páncélozott szállító jármű, amelyet a kremencsuki AvtoKrAZ autógyár fejlesztett ki a kanadai Streith Group céggel együttműködve. A jármű a KrAZ–7634HE tehergépkocsi alvázán alapul. Eddig csak egy prototípus készült el. 

## Története
A jármű fejlesztése 2014–2015 fordulóján kezdődött. Alapul a KrAZ által gyártott KrAZ–7634HE tehergépkocsi szolgált, amelyre egy többcélú páncélozott felépítményt építettek. A jármű első prototípusa 2015 első félévében készült el. Bemutató példányát első alkalommal 2015. február 19-én Abu Dzabiban az IDEX–2015 kiállításon mutatta be a Streith Group. Sorozatgyártása egyelőre nem kezdődött el.

## Műszaki  jellemzői
Alapként a KrAZ–7634HE szolgált. A beépített 10,8 l-es hathengeres Cummins ISME dízelmotor 1900 1/perc fordulatszámon 380 LE teljesítményt ad le. A nehezebb felépítmény miatt az eredeti alvázat megerősítették. A motorhoz egy hatfokozatú automata Allisson 4000 váltó kapcsolódik. Az önhordó páncélozott felépítmény a vezetőtérből, a mögötte elhelyezkedő motortérből, valamint a deszanttérből áll. Személyzete két fő, a deszanttérben 10 személy szállítható. A páncélzat a STANAG 4569 Level 4 szintjének megfelelő. A felépítmény alul V-formájú a jobb aknavédelem érdekében.